# Вторжение в эфир
Вторже́ние в эфи́р — термин, обозначающий технический захват эфира радио- и телевещания. Большинство вторжений происходят во время трансляции местных теле- и радиоканалов, а также на платных кабельных каналах и в национальных телевизионных сетях путём передачи сигнала большей мощности, который заглушает передаваемый эфирный. Основными целями вмешательства в эфир являются хулиганские мотивы (шутки), религиозная или политическая пропаганда, месть данному СМИ.
Несмотря на то, что вторжения в прямой эфир местного, а также кабельного и спутникового телевещания постоянно обсуждаются в СМИ, чаще всего жертвами взлома становятся местные радиостанции, поскольку многие из них просто ретранслируют сигнал, получаемый от другого радиопередатчика. Для осуществления вторжения в такие системы необходим радиопередатчик, который по мощности будет сильнее, чем принимаемый ретранслятором сигнал, идущий из студии. Другие методы захвата эфира, которые использовались в США, включают в себя прямую подмену сигнала трансляции и вывод звука непосредственно в эфир.

## Наказание за нарушения

### США
В США незаконное вторжение в эфир считается преступлением. Федеральной комиссией по связи США за захват прямого эфира установлен штраф от 100 тысяч до 250 тысяч долларов США либо лишение свободы на срок до 10 лет в колонии строгого режима.

### Россия
Создание искусственных помех, препятствующих уверенному приёму радио-, телепрограмм, то есть распространению радио-, теле- и иных технических сигналов в полосе частот, на которых осуществляется вещание по лицензии, влечёт ответственность в соответствии с законодательством Российской Федерации.
— Статья 33 Закона РФ от 27.12.1991 № 2124-1 «О средствах массовой информации»
В России подобные действия считаются административным правонарушением, влекущим наложение административного штрафа на граждан в размере от пятисот рублей до одной тысячи рублей; на должностных лиц — от одной тысячи до двух тысяч рублей; на юридических лиц — от десяти тысяч до двадцати тысяч рублей.

## Известные случаи вторжения в эфир

### Вриллон
После инцидента в Маниле в 1971 год, 26 ноября 1977 года в Великобритании произошло вторжение в эфир. Во время очередного выпуска новостей на Южном телевидении, ретранслирующем ITV, внезапно пропал звуковой сигнал. Через несколько секунд в эфире прозвучало обращение к человечеству от имени инопланетянина, который называл себя представителем «Галактического командования Аштара». IBA заявило, что это был первый взлом телеэфира с целью разыграть зрителей.

### Инцидент Капитана Полночь
27 апреля 1986 года в 12:32 в одном из пригородов Нью-Йорка трансляция кабельного канала HBO была прервана текстовым сообщением на фоне настроечной таблицы от некоего Captain Midnight (с англ. — «Капитан Полночь»), где он высказывал своё недовольство по поводу высокой стоимости телеканала — 12,95 долларов США в месяц. Захват эфира произошёл во время показа фильма «Агенты Сокол и Снеговик» и продлился 3 минуты, после чего показ возобновился. Человек, прервавший эфир и планировавший повторить захват на Showtime и The Movie Channel, позднее был опознан как Джон Р. МакДагл из города Окала, штат Флорида. МакДагл был признан виновным и приговорён к штрафу в размере 5 тысяч долларов США, а также 1 году исправительной колонии.

### Инцидент Макса Хэдрума
«Инцидент Макса Хэдрума», произошедший 22 ноября 1987 года в Чикаго, стал самым известным случаем вторжения в эфир. Новость об этом инциденте обсуждали все центральные газеты, радиостанции и телеканалы.
Первой жертвой стал телеканал WGN-TV: в 21:14 по местному времени трансляция спортивных новостей была прервана. Экран потемнел на 10 секунд, в течение следующих 10 секунд демонстрировалось видео с неизвестным человеком в маске Макса Хэдрума в очках на фоне вращающейся стены из гофрированного железа. После вторжения ведущий Дэн Роан выразил своё удивление: «Если вы хотите узнать, что же сейчас было, то я тоже». Затем он безуспешно пытался повторить то, что говорил до взлома.
В 23:15 захват повторился на телеканале WTTW во время показа очередной серии телесериала «Доктор Кто», однако на этот раз качество звука было выше, а видео длилось 90 секунд. На видео человек в маске смеётся, поёт, произносит ряд бессмысленных фраз, демонстрирует средний палец и дважды бросает в камеру банку с «Пепси-колой». В конце видео появляется женщина, которая «шлёпает» неизвестного по «оголённым ягодицам» мухобойкой.
Злоумышленник, совершивший взлом телеэфира, не найден до настоящего времени. Предположительно, он являлся бывшим или действующим сотрудником какой-либо телекомпании, так как захват эфира в то время требовал дорогостоящего оборудования и большого объёма технических знаний об устройстве телевидения.

## Прочие захваты теле- и радиоэфира

### В мире
- В 70-е годы XX века британские радиостанции часто подвергались атакам радиолюбителей-хулиганов из СССР, которые прерывали местные радиопередачи своими, носившими названия «Радио Кукуруза», «Зелёная коза» или «Фортуна»[5].
- В 1971 году в Маниле, столице Филиппин, хакеры взломали местные телестанции и показали видео порнографического характера, известные как «бомба[англ.]». Это вторжение в эфир является один из самых первых из всех инцидентов вторжения, ещё до знаменитого взлома Южного телевидения в Великобритании[6]
- В сентябре 1985 года в Польше, в городе Торунь, четверо студентов университета Николая Коперника, используя компьютер и синхронизирующие цепи, вторглись в эфир TVP во время трансляции сериала «Доложи, 07» и заменили трансляцию сериала текстом, призывающим всех граждан бойкотировать выборы[7][8][9].
- 6 сентября 1987 жертвой захвата эфира стал эротический канал Playboy TV: во время трансляции на канале появился текст, призывающий всех граждан перестать смотреть канал, покаяться и верить в Иисуса Христа. Взломщиком оказался некий Томас Хэйни, который осуществил его по заказу телекомпании CBN[10][11].
- В 1995 году в Нью-Йорке была взломана радиостанция WKCR-FM, хакеры впустили аудиофайл пугающего содержания. Сначала звучит пронзительный визг, потом женский голос читал разные некрологи (в том числе Фрэнка Оппенгеймера и жертв взорвавшегося Боинга-747 над Локерби в 1988 году). В 2013 году пользователь имиджборды 4chan оцифровал запись взлома и опубликовал на сам сайт, а также на свой ютуб-канал[12][13][14].
- 16 февраля 2002 года телевизионные сигналы в китайском городе Аньшань были перехвачены членами религиозного движения Фалуньгун, чтобы прояснить события прошлогоднего инцидента самосожжения на площади Тяньаньмэнь[15][16][17][18].
  - Подобный случай произошел 5 марта 2002 г. на кабельных телеканалах в городах Чанчунь и Сунъюань в знак протеста против преследований со стороны китайского правительства[19].
- В 2006 году ливанский канал «Аль-Манар» стал жертвой противников партии Хезболлы. В эфире было показано лицо главы Хезболлы на тот момент, Хасана Насраллы, на фоне огнестрельного оружия и голосовое сообщение: «Твой день настал!»[20][21].
- В январе 2007 года в Австралии во время трансляции сериала «Расследования авиакатастроф» на Seven Network звуковую трансляцию неожиданно прервала аудиозапись мужского голоса, произносившего с американским говором фразу «Господь Иисус Христос, помоги нам всем!» (англ. Jesus Christ, help us all, Lord!) Фраза повторялась на протяжении 6 минут, пока шёл сериал. Представитель Seven Network утверждал, что это чья-то неудачная шутка. Позднее было обнаружено, что запись голоса вырезана из выпуска новостей про грузовик со взрывчаткой, который находился в засаде в Ираке[22][23].
- В том же 2007 году, 17 июня, в Чехии в передаче «Panorama» на 2-м канале чешского телевидения, который транслировал вид на чешские города, был показан ядерный взрыв[24]. Зрители впали в панику. Как выяснилось позднее, взлом был организован сообществом «Ztohoven», которое уже совершало подобные инциденты, но они не были связаны с телевидением[25].
- 7 сентября 2012 года был взломан блок Disney Junior на телеканале Disney Channel: во время показа мультфильма «Лило и Стич» хакер впустил в эфир отрывок из жёсткого порнографического видео[26].
- В феврале 2013 года в городе Грейт-Фолс на канале KRTV хакеры запустили в эфир сообщение о том, что из могил восстают зомби[27][28][29][30][31][32].
- 13 апреля 2013 года на БелМуз-ТВ был показан сначала один из клипов запрещённой в Белоруссии группы «Ляпис Трубецкой», а затем видео порнографического содержания. Виновным в этом был признан 28-летний видеоинженер телеканала; в своё оправдание он заявил, что у него был «стресс после расставания с девушкой». В августе того же года он получил 6 лет колонии[33].
- 11 марта 2016 года на втором канале в Израиле, во время показа израильской версии фильма «Большой брат», эфир был прерван пропагандистскими роликами ХАМАСа, длившимися в общей сложности около 6 минут[34]
- 10 ноября 2017 году неизвестные лица с помощью пиратского передатчика вторглись в эфир шведской радиостанции Mix Megapol, транслируя вместо обычных музыкальных композиций англоязычный пропагандистский нашид ИГИЛ «For the Sake of Allah»[35][36][37].
- 26 сентября 2020 года хакеры «Кибер-партизаны» взломали онлайн-вещание каналов Беларусь-1 и ОНТ, пустив в эфир кадры разгона митингов, взятые с оппозиционных Telegram-каналов[38][39][40][41].
- 24 февраля 2025 года неизвестные хакеры взломали эфир на экранах Министерства жилищного строительства и городского развития США, вставив сгенерированный нейросетью ролик-дипфейк, в котором Дональд Трамп целует ноги Илону Маску. Поверх видео была наложена фраза «Да здравствует настоящий король» (англ. Long Live The Real King). Взлом продолжался достаточно короткое время[42].

Нередко хакеры, взламывая эфир кабельных каналов, запускали порнографические видео. Так, например, в 2009 году в Тусоне (Аризона) прямая трансляция спортивного матча на канале KVOA была прервана отрывком порнофильма «Дикие вишни 5». Подозреваемый во вторжении был арестован, им оказался человек по имени Френк Танори Гонсалес.

### В Иране
- 8 октября 2022 года, во время протестов в Иране, государственный телеканал Islamic Republic TV был взломан хакерской группой «Эдалат-е Али» (с перс. — «Правосудие Али»), добивающейся свержения действующего государственного строя в Иране. Хакеры прервали трансляцию новостей, сначала на экране ненадолго появилась белая маска, затем были продемонстрирован горящее изображение рахбара Али Хаменеи с направленным на лоб прицелом, и фотографии четырёх женщин, убитых во время протестов. Взлом сопровождался маршевой музыкой с лозунгом «Женщина, жизнь, свобода». Взлом длился 12 секунд (по другим данным, 15 секунд)[47][48][49].
  - 11 февраля 2023 года та же группа хакеров вновь осуществила взлом иранского телевидения, прервав речь президента Ибрагима Раиси по поводу 44-й годовщины исламской революции. Структурно новый взлом повторял предыдущий. Сначала демонстрируется человек в чёрном и точно такой же белой маске, после чего некий человек с длинными волосами (вероятно, женщина) в примерно такой же маске, и также одетый в чёрную одежду, который говорит об обвале иранской экономики и призывающий выходить на протесты. Свою речь он(а) завершает лозунгами «Смерть Хаменеи» и «Смерть исламской республике». На этот раз взлом продолжался 19 секунд. Оригинальный 44-секундный ролик, демонстрировавшийся во время взлома, также был опубликован в твиттере «Эдалат-е Али»[50][51].
- 18 июня 2025 года, на шестой день операции «Народ как лев», Израиль взломал эфир иранского телевидения и призвал к протестам. В эфир было передано обращение на фарси с призывом к иранцам выйти на улицы и «свергнуть режим аятолл»[52][53].

### В России
- 31 июля 2013 года на телеканале «Восточный экспресс» (сетевой партнёр телеканала «Домашний» в Челябинске) во время трансляции новостей неожиданно был запущен отрывок из документального фильма «Россия: Эпоха Путина»[54]. Взломщик, режиссёр челябинского телеканала Дий Лебедев, в тот же день был уволен[55][56][57].
- 9 мая 2024 года в Уфе, Псковской области, Иркутской области, Омской области группой хакеров «Русский порядок един» был взломан эфир телеканала IPTV Уфанет, вставив в эфир призыв убить зеков, народов кавказской внешности и др.
- 20 сентября 2024 года в Республике Башкортостан в городе Уфа, группой хакеров «Русский порядок един» был взломан вновь эфир телеканала IPTV Уфанет. В эфир вставили обращение некого человека под кличкой «Миха», который говорит о педофилии среди солдат ВС РФ
- 17 декабря 2024 года был взломан эфир радиостанции УВБ-76 пиратской радиостанцией «Громмель», вставив в эфир песню SHAMAN «Я русский», музыку лебединого озера и гимн СССР[58]

#### Активизация взломов эфира во времяроссийского вторжения на Украину
- 26 февраля 2022 года хакерская группа Анонимус взломала ряд российских государственных каналов (Первый канал, Россия-1, НТВ, Россия-24, Пятый канал, РЕН ТВ, Мир, RT и Москва 24), пустив в эфир стихотворение певца Monatik о российско-украинской войне с её кадрами и украинскую музыку[59].
  - Похожий инцидент произошёл 6 марта 2022 года. Хакеры прервали эфир телеканалов «Москва 24», «Первого канала» и «Россия 24». Хакерами были показаны кадры военных действий, взятые из независимых источников («Дождь», «Настоящее время»), которые иногда прерывались надписью:[источник не указан 678 дней]

Мы — обычные граждане России. Мы выступаем против войны на территории Украины. Россия и россияне против войны! Эта война развязана преступным, авторитарным режимом Путина от имени простых граждан РФ. Россияне, выступайте против геноцида в Украине!

- 16 марта 2022 года на украинском телеканале Украина 24, российскими хакерами была подменена бегущая строка в которой говорилось от имени президента Украины Владимира Зеленского сложить оружие и сдаться России
- 9 мая 2022 года, во время парада Победы в Москве, российские телеканалы были взломаны для показа информации о военных преступлениях России с антивоенным лозунгом. Названия всех телеканалов были изменены надписью:

На ваших руках кровь тысяч украинцев и сотен их убитых детей. ТВ и власти врут. Нет войне.

- 5 июня 2022 года трансляция матча плей-офф отборочного этапа Чемпионата мира по футболу 2022 года между сборными Украины и Уэльса на видеосервисе Olltv была прервана сюжетом «Известий» об обстрелах Донецка со стороны ВСУ. Украинский сервис отказался комментировать взлом[62].
- 12 июня 2022 года был взломан эфир телеканала Россия-1. Видео, в котором демонстрировалось материальное состояние России и Украины за время российского вторжения, сопровождалось надписями: «Или?…», «Страна ВДОВ?», «Страна пропавших без вести?» «Страна (с) нищей армией?», «Страна на крае пропасти?», «Страна без будущего?».
- 21 июля 2022 года хакеры взломали украинские радиостанции «Мелодия» и «Байрактар» и сообщили, что Владимир Зеленский в тяжелом состоянии попал в реанимацию[63][64]. Позже украинский лидер опроверг эти сообщения[65].
- 25 августа 2022 года с 15:00 до 22:00 было взломано онлайн-вещание херсонского телеканала ВТВ Плюс. На канале транслировали разные украинские патриотические песни и мемы[66]. Возможно, к этому взлому причастна администрация Telegram-канала «Лимонадный киоск» (откуда и брались мемы, зачастую локальные), так как они являлись противниками вторжения России.
- 1 сентября 2022 года украинские хакеры показали видео с поздравлением с Днём знаний от Владимира Зеленского на всех российских телеканалах в Крыму. В конце видео звучит песня Тины Кароль «Україна — це ти»[67].
- 25 января 2023 года в Белгородской области, Краснодарском крае и в Крыму эфир российских телеканалов (СТС, ТНТ, Домашний, ТВ-3, Звезда и РЕН ТВ) был прерван видеороликом с обращением Владимира Зеленского[68][69][70].
- 22 февраля 2023 года радиостанции «Comedy Radio», «NRJ», «Relax FM» «Юмор ФМ» и «Авторадио» атаковали хакеры. В нескольких регионах России вместо привычного радиоэфира транслировали сообщение о воздушной тревоге и об угрозе ракетного удара.
- 23 февраля 2023 года хакеры вмешались в работу украинского канала «Интер», включив гимн СССР[71]. В тот же день в Крыму радиостанции «Спутник в Крыму» и «Вера» подверглись атаке украинских хакеров, в результате чего вещание на некоторое время было оперативно прервано. В радиоэфирах станций передавалось обращение начальника Главного управления разведки Минобороны Украины Кирилла Буданова и звучал гимн Украины.
- 28 февраля 2023 были взломаны российские телеканалы 2x2, Ю, «Солнце», ТНТ4 и «Суббота!». Неизвестные хакеры впустили в эфир видеозапись с подписью «ВСЕ НЕМЕДЛЕННО В УКРЫТИЕ!». Ложные сигналы тревоги прозвучали в Подмосковье, Ленинградской, Свердловской и Белгородской областях, в Воронеже, Казани и Тольятти. МЧС России подтвердило, что сообщение было ложным. Событие произошло за день до реальной проверки систем оповещения[72][73].
  - 9 марта 2023 взлом повторился на тех же телеканалах, а также на нескольких радиостанциях. Ложные сигналы тревоги прозвучали в Свердловской области и в Москве[74][75]. В сообщении говорилось следующее:

Внимание! Экстренное сообщение! Произошёл удар. Срочно проследовать в укрытие. Провести герметизацию помещения. Используйте противогазы всех типов. При их отсутствии — ватно-марлевые повязки. Принять таблетки калия йодида, сохраняйте спокойствие! 
- 22 марта 2023 года в 10:39 были взломаны радиостанции города Севастополь, вместо радиоэфира, хакеры впустили сообщение о угрозе ракетного удара.
- 4 мая 2023 года хакеры, представившиеся белорусами, взломали украинскую радиостанцию «Байрактар» и призвали украинцев «сложить оружие», чтобы их перестал использовать «фашистский режим Зеленского». После этого сообщения прозвучала песня «День Победы» в исполнении Льва Лещенко[76].
- 4 июня 2023 года произошёл взлом ряда телеканалов кабельного вещания в Крыму. Вместо телеэфира был показан видеоролик от Минобороны Украины о контрнаступлении ВСУ. В результате после взлома украинскими хакерами в республике пришлось отключить на время ремонтных работ пострадавшие телеканалы.
- 5 июня 2023 года в эфире телеканала «Мир» неизвестными лицами была произведена незаконная врезка якобы «экстренного обращения Путина» об объявлении всеобщей мобилизации и военного положения в граничащих с Украиной областях[77]. Видео оказалось смонтированным дипфейком[78], а власти Белгородской и Ростовской областей опровергли информацию о «введении чрезвычайного положения на территории регионов». Взлом продолжался примерно 40 минут[79].
- 12 июня 2023 года на украинских телеканалах в результате взлома было показано фейковое обращение Владимира Зеленского с «извинениями за убийства жителей Донбасса» и поздравлением с Днём России[80].
- 24 июня 2023 года, во время мятежа ЧВК «Вагнер» хакеры взломали телеканал «Дом Кино», где на протяжении нескольких минут транслировали балет «Лебединое озеро»[источник не указан 313 дней].
- 12 июля 2023 года в Свердловской области и Красноярском крае был взломан ряд российских телеканалов. В эфире были показаны ролик ВСУ «Пришёл час расплаты» и балет «Лебединое озеро»[81].
- 26 сентября 2023 года российские хакеры прервали трансляцию украинских телеканалов и показали клип певца SHAMAN на песню «Я русский»[82].
- 19 февраля 2024 года российские хакеры прервали трансляцию украинского телеканала «Эспрессо», на нем было показано города Украины и неудачные кадры с президентом США Джо Байденом, где он падает с трапа самолёта, падает с велосипеда и на сцене во время выпускной церемонии награждения в Военно-воздушной академии в Колорадо.
- 24 февраля 2024 года хакеры взломали украинский телеканал «Прямой», запустив во время трансляции выступления экс-президента Украины Петра Порошенко бегущую строку на русском и украинском языках с пророссийскими лозунгами. Обвинения в прямом эфире длились около 20 минут:

 США и Зеленский уничтожают Украину. Авдеевка — только начало в войне до «последнего украинца». Преступную власть к ответу.

- 9 мая 2024 года российские хакеры взломали кабельное телевидение в Одессе и сразу по нескольким каналам транслировали Парад Победы в Москве[84].
- 17 июля 2024 года российские хакеры взломали эфир украинского телеканал ICTV, вставив в эфир российских бойцов с украинским бронетранспортером, сообщив что этот бронетранспортер будет мишенью для стрельбы из станковых пулемётов
- 24 августа 2024 года украинские хакеры взломали эфир крымского телеканала «Крым 24», впустив в эфир фейковое поздравление с днём независимости Украины главы Республики Крым — Сергея Аксенова, а также обращение к гражданам Крыма о возвращении Республики Крым в состав Украины.
  - В этот же день, украинскими хакерами был взломан эфир севастопольского телеканала «СТВ», впустив в эфир фейковое обращение президента Российской Федерации — Владимира Путина, в котором он тоже поздравлял с днём независимости Украины.
- Утром 7 октября 2024 года ВГТРК подверглась хакерской атаке, в результате которой обычный ход эфира телеканала «Россия 24» прервался в 5:13 по московскому времени, а онлайн-вещание телеканалов «Россия-1» и «Россия 24» было прервано, а выпуск новостей после атаки вышел только в 10:25[85][86]. По сообщению издания «РБК-Украина», ответственность за эту хакерскую атаку взяла на себя проукраинская группировка Sudo rm-RF[87][88]. Из-за хакерской атаки ВГТРК ведущая Ольга Скабеева сообщила, что выпуск программы «60 минут» не покажут по телеканалу «Россия-1» и в конечном итоге программа была показана в эфире телеканала «Россия 24»[89].
- 4 ноября 2024 года украинские хакеры взломали эфир регионального телеканала Крым 24, вставив фальшивое обращение с дипфейком президента Российской Федерации Владимира Владимировича Путина, в котором он на украинском языке сообщил то что Республика Крым, Севастополь, Херсонская Область, Запорожская область, Донецкая область и Луганская область вернутся в состав Украины, а также будет готов отвечать за свои поступки в международном суде ООН